# Argyrospila maculata
Argyrospila maculata là một loài bướm đêm trong họ Noctuidae.